# Kamenjarska gorska metvica
Kamenjarska gorska metvica (lat. Clinopodium acinos, sinonim Acinos arvensis), biljna vrsta iz porodice medićevki, nekada uključivana u danas nepriznati rod Acinos (marulja), a danas rodu talac ili bukvica. 
Kamenjarska gorska metvica raste po cijeloj Europi (uključujući Hrvatsku), zapoadnom Sibiru, a uvezena je i u neke druge dijelove Azije.
Postoje brojni sinonimi.